# Fulham Football Club 2024-2025
Questa voce raccoglie le informazioni riguardanti il Fulham Football Club nelle competizioni ufficiali della stagione 2024-2025.

## Stagione
La stagione 2024-2025 è il 127º campionato professionistico per il club londinese, la terza stagione consecutiva in Premier League. Oltre a disputare il massimo campionato inglese, il Fulham parteciperà anche alle due coppe inglesi: la FA Cup e la League Cup.

## Divise e sponsor
Lo sponsor tecnico del Fulham, per la stagione 2024-2025, è l'azienda tedesca Adidas, mentre gli sponsor ufficiali sono il main sponsor SBOBET, società inglese di bookmaker sportivo internazionale, e lo sleeve sponsor WebBeds, azienda specializzata nel mercato globale per il settore dei viaggi.
| Casa | Trasferta | Third |

## Rosa
Rosa e numerazione sono aggiornati al 6 febbraio 2025.
| N. |                        | Ruolo | Calciatore       |
| -- | ---------------------- | ----- | ---------------- |
| 1  | Germania (bandiera)    | P     | Bernd Leno       |
| 2  | Paesi Bassi (bandiera) | D     | Kenny Tete       |
| 3  | Nigeria (bandiera)     | D     | Calvin Bassey    |
| 5  | Danimarca (bandiera)   | D     | Joachim Andersen |
| 6  | Inghilterra (bandiera) | C     | Harrison Reed    |
| 7  | Messico (bandiera)     | A     | Raúl Jiménez     |
| 8  | Galles (bandiera)      | C     | Harry Wilson     |
| 9  | Brasile (bandiera)     | A     | Rodrigo Muniz    |
| 10 | Scozia (bandiera)      | C     | Tom Cairney ()   |
| 11 | Spagna (bandiera)      | A     | Adama Traoré     |
| 12 | Brasile (bandiera)     | A     | Carlos Vinícius  |
| 15 | Spagna (bandiera)      | D     | Jorge Cuenca     |
| 16 | Norvegia (bandiera)    | C     | Sander Berge     |
| 17 | Nigeria (bandiera)     | C     | Alex Iwobi       |

| N. |                        | Ruolo | Calciatore       |
| -- | ---------------------- | ----- | ---------------- |
| 18 | Brasile (bandiera)     | A     | Andreas Pereira  |
| 19 | Inghilterra (bandiera) | A     | Reiss Nelson     |
| 20 | Serbia (bandiera)      | C     | Saša Lukić       |
| 21 | Belgio (bandiera)      | D     | Timothy Castagne |
| 22 | Brasile (bandiera)     | A     | Willian          |
| 23 | Germania (bandiera)    | P     | Steven Benda     |
| 24 | Inghilterra (bandiera) | C     | Joshua King      |
| 28 | Inghilterra (bandiera) | A     | Jay Stansfield   |
| 30 | Inghilterra (bandiera) | D     | Ryan Sessegnon   |
| 31 | Francia (bandiera)     | D     | Issa Diop        |
| 32 | Inghilterra (bandiera) | C     | Emile Smith Rowe |
| 33 | Stati Uniti (bandiera) | D     | Antonee Robinson |
| 47 | Inghilterra (bandiera) | A     | Martial Godo     |

## Calciomercato

### Sessione estiva(dal 14/6 al 30/8)
| Acquisti         | Acquisti         | Acquisti       | Acquisti                     |
| R.               | Nome             | da             | Modalità                     |
| ---------------- | ---------------- | -------------- | ---------------------------- |
| C                | Emile Smith Rowe | Arsenal        | definitivo (31,8 milioni €)  |
| D                | Joachim Andersen | Crystal Palace | definitivo (29,5 milioni €)  |
| C                | Sander Berge     | Burnley        | definitivo (23,55 milioni €) |
| D                | Jorge Cuenca     | Villarreal     | definitivo (6,7 milioni €)   |
| D                | Ryan Sessegnon   | Tottenham      | gratuito                     |
| A                | Reiss Nelson     | Arsenal        | prestito                     |
| Altre operazioni |                  |                |                              |
| R.               | Nome             | da             | Modalità                     |
| D                | Kevin Mbabu      | Augusta        | fine prestito                |
| D                | Terence Kongolo  | Rapid Vienna   | fine prestito                |
| C                | Tyrese Francois  | Vejle          | fine prestito                |

| Cessioni         | Cessioni         | Cessioni        | Cessioni                    |
| R.               | Nome             | a               | Modalità                    |
| ---------------- | ---------------- | --------------- | --------------------------- |
| C                | João Palhinha    | Bayern Monaco   | definitivo (51 milioni €)   |
| A                | Jay Stansfield   | Birmingham City | definitivo (17,8 milioni €) |
| D                | Tosin Adarabioyo | Chelsea         | gratuito                    |
| A                | Bobby Reid       | Leicester City  | gratuito                    |
| D                | Kevin Mbabu      | Midtjylland     | gratuito                    |
| A                | Willian          | Olympiacos      | gratuito                    |
| P                | Marek Rodák      | Al-Ettifaq      | gratuito                    |
| D                | Tim Ream         | Charlotte FC    | gratuito                    |
| D                | Terence Kongolo  | NAC Breda       | gratuito                    |
| C                | Tyrese Francois  | Wigan           | gratuito                    |
| C                | Luke Harris      | Birmingham City | prestito                    |
| Altre operazioni |                  |                 |                             |
| R.               | Nome             | da              | Modalità                    |
| D                | Fodé Ballo-Touré | Milan           | fine prestito               |

### Sessione invernale
| Acquisti         | Acquisti | Acquisti | Acquisti   |
| R.               | Nome     | da       | Modalità   |
| ---------------- | -------- | -------- | ---------- |
| A                | Willian  |          | svincolato |
| Altre operazioni |          |          |            |
| R.               | Nome     | da       | Modalità   |

| Cessioni         | Cessioni         | Cessioni         | Cessioni         |
| R.               | Nome             | a                | Modalità         |
| Altre operazioni | Altre operazioni | Altre operazioni | Altre operazioni |
| R.               | Nome             | da               | Modalità         |
| ---------------- | ---------------- | ---------------- | ---------------- |

## Risultati

### Premier League

#### Girone di andata
| Arbitro: | Jones (Merseyside) |

|             |           |  |
| Zirkzee 87’ | Marcatori |  |

| Arbitro: | Bond (Lancashire) |

|                          |           |          |
| Smith Rowe 18’ Iwobi 70’ | Marcatori | 38’ Faes |

| Arbitro: | L. Smith |

|           |           |            |
| Delap 15’ | Marcatori | 32’ Traoré |

| Arbitro: | Robinson |

|                |           |            |
| R. Jiménez 24’ | Marcatori | 90+5’ Ings |

| Arbitro: | Bankes |

|                                           |           |            |
| R. Jiménez 5’ Smith Rowe 22’ Nelson 90+2’ | Marcatori | 46’ Barnes |

| Arbitro: | J. Smith |

|  |           |                       |
|  | Marcatori | 51’ (rig.) R. Jiménez |

| Arbitro: | Bankes |

|                           |           |                       |
| Kovačić 32’, 47’ Doku 82’ | Marcatori | 26’ Pereira 88’ Muniz |

| Arbitro: | England |

|               |           |                                       |
| R. Jiménez 5’ | Marcatori | 9’ Rogers 59’ Watkins 69’ (aut.) Diop |

| Arbitro: | Brooks |

|            |           |           |
| Beto 90+4’ | Marcatori | 61’ Iwobi |

| Arbitro: | Attwell |

|                     |           |            |
| Wilson 90+2’, 90+7’ | Marcatori | 24’ Janelt |

| Arbitro: | Salisbury |

|  |           |                             |
|  | Marcatori | 45+2’ Smith Rowe 83’ Wilson |

| Arbitro: | R. Jones |

|           |           |                                            |
| Iwobi 20’ | Marcatori | 31’, 87’ Cunha 53’ João Gomes 90+5’ Guedes |

| Arbitro: | Bond |

|                |           |             |
| B. Johnson 54’ | Marcatori | 67’ Cairney |

| Arbitro: | Bankes |

|                                  |           |  |
| Iwobi 4’, 87’ O'Riley 79’ (aut.) | Marcatori |  |

| Arbitro: | Kavanagh |

|                |           |            |
| R. Jiménez 11’ | Marcatori | 52’ Saliba |

| Arbitro: | Harrington |

|                    |           |                       |
| Gakpo 47’ Jota 86’ | Marcatori | 11’ Pereira 76’ Muniz |

| Hammersmith e Fulham 22 dicembre 2024, ore 14:00 WET 17ª giornata | Fulham   | 0 – 0 referto | Southampton | Craven Cottage (26 819 spett.)\| Arbitro: \| Robinson \| |
| Arbitro:                                                          | Robinson |               |             |                                                          |

| Arbitro: | Barrott |

|            |           |                           |
| Palmer 16’ | Marcatori | 82’ Wilson 90+5’ R. Muniz |

| Arbitro: | R. Jones |

|                           |           |                            |
| R. Jiménez 40’ Wilson 72’ | Marcatori | 51’ Evanilson 89’ Ouattara |

#### Girone di ritorno
| Arbitro: | D. Bond |

|                                     |           |                               |
| R. Jiménez 69’ (rig.), 90+1’ (rig.) | Marcatori | 38’ Szmodics 71’ (rig.) Delap |

| Arbitro: | Pawson |

|                                  |           |                |
| Soler 31’ Souček 33’ Paquetá 67’ | Marcatori | 51’, 78’ Iwobi |

| Arbitro: | Salisbury |

|  |           |                              |
|  | Marcatori | 48’ Smith Rowe 68’ A. Traoré |

| Arbitro: | Taylor |

|  |           |                 |
|  | Marcatori | 78’ L. Martínez |

| Arbitro: | Kavanagh |

|            |           |                          |
| Murphy 37’ | Marcatori | 61’ R. Jiménez 82’ Muniz |

| Arbitro: | Bramall |

|                           |           |          |
| Smith Rowe 15’ Bassey 62’ | Marcatori | 37’ Wood |

| Arbitro: | R. Jones |

|  |           |                                  |
|  | Marcatori | 37’ (aut.) J. Andersen 66’ Muñoz |

| Arbitro: | Bankes |

|                |           |                        |
| João Gomes 18’ | Marcatori | 1’ Sessegnon 47’ Muniz |

| Arbitro: | Barrott |

|                                       |           |                |
| Van Hecke 41’ João Pedro 90+8’ (rig.) | Marcatori | 35’ R. Jiménez |

| Arbitro: | Madley |

|                         |           |  |
| Muniz 78’ Sessegnon 88’ | Marcatori |  |

| Arbitro: | Brooks |

|                     |           |             |
| Merino 37’ Saka 73’ | Marcatori | 90+4’ Muniz |

| Arbitro: | Kavanagh |

|                                   |           |                              |
| Sessegnon 23’ Iwobi 32’ Muniz 37’ | Marcatori | 14’ Mac Allister 72’ L. Díaz |

| Arbitro: | Oliver |

|            |           |  |
| Semenyo 1’ | Marcatori |  |

| Arbitro: | Taylor |

|           |           |                       |
| Iwobi 20’ | Marcatori | 83’ George 90+3’ Neto |

| Arbitro: | Harrington |

|              |           |                                |
| Stephens 14’ | Marcatori | 72’ Smith Rowe 90+2’ Sessegnon |

| Arbitro: | R. Jones |

|               |           |  |
| Tielemans 12’ | Marcatori |  |

| Arbitro: | England |

|                |           |                                    |
| R. Jiménez 17’ | Marcatori | 45+3’ Mykolenko 70’ Keane 73’ Beto |

| Arbitro: | Gillett |

|                      |           |                                       |
| Mbeumo 22’ Wissa 43’ | Marcatori | 16’ R. Jiménez 68’ Cairney 70’ Wilson |

| Arbitro: | Madley |

|  |           |                                 |
|  | Marcatori | 21’ Gündoğan 72’ (rig.) Haaland |

### FA Cup
| Arbitro: | Donohue |

|                                                              |           |          |
| R. Muniz 26’ R. Jiménez 49’ (rig.) Andersen 65’ Castagne 85’ | Marcatori | 33’ Vata |

| Arbitro: | D. Webb |

|              |           |                   |
| J. Smith 50’ | Marcatori | 23’, 55’ R. Muniz |

| Arbitro: | Attwell |

|                                              |                      |                                   |
| B. Fernandes 71’                             | Marcatori            | 45+1’ Bassey                      |
| B. Fernandes Dalot Casemiro Lindelöf Zirkzee | Tiri di rigore 3 – 4 | R. Jiménez Berge Willian Robinson |

| Arbitro: | England |

|  |           |                                 |
|  | Marcatori | 34’ Eze 38’ I. Sarr 75’ Nketiah |

### EFL Cup
| Arbitro: | Stroud (Hampshire) |

|  |           |                                      |
|  | Marcatori | 10’ (rig.) R. Jiménez 14’ Stansfield |

| Arbitro: | R. Madley |

| |                        | |
| Ledson 35’ | Marcatori              | 61’ Nelson |
| Whiteman Greenwood Okkels McCann Osmajić Ledson Lindsay Storey Kesler-Hayden Hughes Woodman Whiteman Greenwood Okkels McCann Osmajić Ledson | Tiri di rigore 16 – 15 | R. Jiménez Lukić Berge Iwobi Sessegnon Castagne Smith Rowe Diop Cuenca Godo Benda R. Jiménez Lukić Berge Iwobi Sessegnon Castagne |

## Statistiche finali

### Statistiche di squadra
Aggiornate al 25 maggio 2025.
| Competizione   | Punti | In casa | In casa | In casa | In casa | In casa | In casa | In trasferta | In trasferta | In trasferta | In trasferta | In trasferta | In trasferta | Totale | Totale | Totale | Totale | Totale | Totale | DR |
| Competizione   | Punti | G       | V       | N       | P       | Gf      | Gs      | G            | V            | N            | P            | Gf           | Gs           | G      | V      | N      | P      | Gf     | Gs     | DR |
| -------------- | ----- | ------- | ------- | ------- | ------- | ------- | ------- | ------------ | ------------ | ------------ | ------------ | ------------ | ------------ | ------ | ------ | ------ | ------ | ------ | ------ | -- |
| Premier League | 54    | 19      | 7       | 5       | 7       | 27      | 30      | 19           | 8            | 4            | 7            | 27           | 24           | 38     | 15     | 9      | 14     | 54     | 54     | 0  |
| FA Cup         | -     | 2       | 1       | 0       | 1       | 4       | 4       | 2            | 1            | 1            | 0            | 3            | 2            | 4      | 2      | 1      | 1      | 7      | 6      | +1 |
| EFL Cup        | -     | 0       | 0       | 0       | 0       | 0       | 0       | 2            | 1            | 1            | 0            | 3            | 1            | 2      | 1      | 1      | 0      | 3      | 1      | +2 |
| Totale         | -     | 21      | 8       | 5       | 8       | 31      | 34      | 23           | 10           | 6            | 7            | 33           | 27           | 44     | 18     | 11     | 15     | 64     | 61     | +3 |

### Andamento in campionato
| Giornata  | 1  | 2  | 3  | 4  | 5 | 6 | 7 | 8  | 9  | 10 | 11 | 12 | 13 | 14 | 15 | 16 | 17 | 18 | 19 | 20 | 21 | 22 | 23 | 24 | 25 | 26 | 27 | 28 | 29 | 30 | 31 | 32 | 33 | 34 | 35 | 36 | 37 | 38 |
| --------- | -- | -- | -- | -- | - | - | - | -- | -- | -- | -- | -- | -- | -- | -- | -- | -- | -- | -- | -- | -- | -- | -- | -- | -- | -- | -- | -- | -- | -- | -- | -- | -- | -- | -- | -- | -- | -- |
| Luogo     | T  | C  | T  | C  | C | T | T | C  | T  | C  | T  | C  | T  | C  | C  | T  | C  | T  | C  | C  | T  | T  | C  | T  | C  | C  | T  | T  | C  | T  | C  | T  | C  | T  | T  | C  | T  | C  |
| Risultato | P  | V  | N  | N  | V | V | P | P  | N  | V  | V  | P  | N  | V  | N  | N  | N  | V  | N  | N  | P  | V  | P  | V  | V  | P  | V  | P  | V  | P  | V  | P  | P  | V  | P  | P  | V  | P  |
| Posizione | 15 | 10 | 12 | 12 | 9 | 6 | 8 | 10 | 10 | 9  | 7  | 9  | 10 | 6  | 10 | 8  | 9  | 8  | 8  | 9  | 10 | 10 | 10 | 9  | 8  | 10 | 9  | 10 | 8  | 9  | 8  | 9  | 9  | 8  | 11 | 11 | 10 | 11 |

Fonte: (EN) Tables, in Premier League.
Legenda:

Luogo: C = Casa; T = Trasferta. Risultato: V = Vittoria; N = Pareggio; P = Sconfitta.